# Pallacanestro ai Giochi della XXV Olimpiade
Il torneo di pallacanestro ai Giochi della XXV Olimpiade si disputò a Badalona dal 26 luglio all'8 agosto 1992. Gli Stati Uniti vinsero la medaglia d'oro nel torneo maschile; nel torneo femminile il successo andò alla Squadra Unificata.
Il torneo è passato alla storia per la partecipazione del primo Dream Team statunitense composto dai migliori professionisti della NBA, tra i quali: Michael Jordan, Scottie Pippen, Charles Barkley, Larry Bird, Magic Johnson, Karl Malone.
La squadra americana vinse in modo agevole l'oro olimpico, mantenendo uno scarto medio nei confronti degli avversari di 44 punti a partita. L'argento andò alla neo-nata nazionale della Croazia (la Jugoslavia si dissolse appena pochi mesi prima), alla sua prima apparizione ufficiale a un torneo internazionale. La finale per il bronzo fu vinta dalla Lituania, che batté in finale la Squadra Unificata con il risultato di 82-78.
Tra le donne, le ex sovietiche ebbero la meglio in finale sulla Cina; il bronzo andò agli Stati Uniti d'America, grazie al successo su Cuba.

## Sedi delle partite
| Fase             | Città    | Impianto        |
| ---------------- | -------- | --------------- |
| Torneo maschile  | Badalona | Palau d'Esports |
| Torneo femminile | Badalona | Palau d'Esports |

Sia il torneo maschile sia quello femminile furono disputati interamente presso il Palau d'Esports di Badalona, un impianto dotato di circa 12.500 posti a sedere e utilizzato durante il campionato spagnolo dal Club Joventut de Badalona.

## Squadre partecipanti

### Torneo maschile
Le squadre partecipanti al torneo maschile furono 12. Oltre alla Spagna, paese ospitante, ebbero diritto alla partecipazione le nazionali vincitrici dei tornei continentali di Africa, Oceania e Asia.
I rimanenti 8 posti furono assegnati tramite due tornei di qualificazione in America e in Europa, con 4 posti garantiti da ciascun torneo. In Europa si qualificò la Squadra Unificata, comunemente chiamata anche Squadra della Comunità degli Stati Indipendenti.
Paese ospitante
- Spagna

Vincitrice dei Campionati asiatici 1991
- Cina

Vincitrice dell'Oceania Championship 1991
- Australia

Vincitrice dei Campionati africani 1989
- Angola

Ammesse tramite il Torneo americano
- Stati Uniti
- Venezuela
- Brasile
- Porto Rico

Ammesse tramite il Torneo europeo
- Lituania
- Croazia
- Squadra Unificata
- Germania

### Torneo femminile
Per la seconda volta consecutiva le squadre partecipanti al torneo femminile furono 8. La manifestazione si svolse dal 30 luglio al 7 agosto. Vi parteciparono: Spagna, Stati Uniti, Cina, Cuba, Squadra Unificata, Brasile, Italia e Cecoslovacchia.

## Podi
| Evento           | Oro               | Argento | Bronzo      |
| Torneo maschile  | Stati Uniti       | Croazia | Lituania    |
| Torneo femminile | Squadra Unificata | Cina    | Stati Uniti |